# Verraco de Villanueva del Campillo
El verraco de Villanueva del Campillo es un verraco de piedra —una escultura zoomorfa de origen vetón— que representa a un toro, localizado originalmente en el municipio español de Villanueva del Campillo, en la provincia de Ávila. Posteriormente se ha realizado un verraco en la localidad Abulense de Ortigosa del Río Almar , que por altura y peso se ha convertido en el mayor verraco de Europa.

## Descripción
El verraco, tallado en granito, es una de las esculturas más grandes de su género, al presentar unas dimensiones de 250 x 243 x 150 y pesar, completo, más de 15 toneladas, pues en la actualidad carece de la parte trasera, que ha sido restaurada. Se calcula que el peso del bloque sobre el que se esculpió el animal pudo ascender a las 24 toneladas.
Descubierto junto a otro verraco de menor tamaño, estuvo a finales de 2004 emplazado en Ávila y de allí retornó a su municipio de origen, al ubicarse ese mismo año en la plaza principal de la localidad, de donde se habría acordado trasladarlo a su primer emplazamiento.